# 哈拉爾王子海岸
哈拉爾王子海岸（英語：Prince Harald Coast）是南極洲的海岸，位於毛德皇后地，處於里瑟-拉森半島和呂佐夫-霍爾姆灣之間，在1937年2月4日由挪威探險隊發現。